# Нурмамед, Сергей Евгеньевич
Серге́й Евге́ньевич Нурмаме́д (род. 8 апреля 1980 года, Москва) — российский кинорежиссёр и оператор.

## Биография
Сергей Нурмамед родился 8 апреля 1980 года в Москве. Учился в школе № 216 Тимирязевского района. До 1998 года профессионально занимался баскетболом, тренируясь в СДЮШОР «Тимирязевская». В дальнейшем поступил в Гуманитарно-Прикладной Институт, который окончил в 2004 году, получив диплом по специальности художника-проектировщика.
Был приглашён знаменитым телевизионным режиссёром Романом Валерьевичем Беляковичем в телевизионный технический центр Останкино. Позже стало известно, что Белякович заключил пари и теперь должен был продемонстрировать оппоненту свою теорию о том, что сможет научить монтажу любого человека творческой профессии, будь то художник, музыкант или фотограф. Обучение длилось около года, по итогам которого Сергей Нурмамед и его коллега по институту Андрей Лазарев были зачислены в службу оформления эфира телеканала ТВС.
После скорого закрытия телеканала ТВС, Сергей Нурмамед и Андрей Лазарев получили предложения о трудоустройстве в дирекцию оформления межпрограммного эфира «Первого канала» и Дирекцию оформления эфира телеканала НТВ — НТВ-Дизайн. Отдав предпочтение НТВ-Дизайн, они проработали там следующие 10 лет. В службе оформления и межпрограммного эфира коллеги совершенствовались в монтаже, производя сотни монтажных промороликов, а также большое количество съемочных роликов, получивших множество призов на фестивале PROMAX.
Сотрудничество с Леонидом Парфёновым началось в 2003 году на НТВ, когда Сергей Нурмамед сперва монтировал некоторые сюжеты для передачи «Намедни», подменяя знакомого режиссёра, работавшего в программе (Антона Мегердичева), затем ассистируя на монтаже фильма «Частный Рубенс за 100 миллионов». И, начиная с фильма «Вечный Олег» (2007), стал постоянным режиссёром-постановщиком фильмов студии «Намедни».
В 2005 году стал автором визуальных решений и режиссёром программы «Авиаторы» Алексея Пивоварова, которая успешно продолжалась в эфире несколько лет. В 2006 году у Сергея родился сын Леонид Нурмамед. Также, в 2009-м стал режиссёром дебютного фильма Алексея Пивоварова в жанре докудрамы «Ржев. Неизвестная битва Георгия Жукова», собравшего множество отзывов и получившего специальный приз кинематографической академии «Ника». С НТВ Нурмамед ушёл по личной инициативе в 2012 году, в связи с тем, что тогдашний канал мало что имел общего с тем НТВ, на который он устраивался на работу в 2003 году после закрытия ТВС.
Сергей придаёт особое внимание и значение процессу монтажа в производстве. Важнейшей основой одного из его творческих подходов является музыкальное оформление и монтажность, основанная как на ритмическом образовании используемого музыкального произведения, так и на его контекстно-эмоциональной составляющей. В связи с чем уделяет особое внимание подбору или написанию музыки для своих работ.
В 2012 году Сергей и его ближайшие коллеги и единомышленники изобрели и реализовали алгоритм для электронной системы автоматического монтажа простых форм, использующий как основные принципы визуальной монтажности, так и ритмические образования музыкального трека. Система, получившая название Drop'n Roll, пользуется успехом по всему миру и заслужила ряд положительных отзывов ведущих западных изданий в области электронных инноваций, таких как Mashable, the Nextweb и другие.
В 2013 году, по сценарию Катерины Гордеевой, снимает «Голоса», достоверный и пронзительный рассказ о том, что пережили дети и подростки блокадного Ленинграда.
В 2014 году Филипп Дзядко и Александр Уржанов пригласили Сергея Нурмамеда с командой принять участие в создании видео для образовательного проекта Arzamas.
В 2016—2017 годах вышел трёхсерийный документальный фильм Леонида Парфёнова и Сергея Нурмамеда «Русские евреи».

## Фильмография

### Документальное кино

#### Режиссёр-постановщик и режиссёр монтажа
- 2007 — Вечный Олег — про Олега Ефремова
- 2007 — Частный Рубенс за 100 миллионов — фильм посвящён судьбе полотна «Тарквиний и Лукреция», которое из потсдамского дворца Сан-Суси попало в шкаф советского офицера.
- 2008 — Современница — к 75-летию Галины Волчек
- 2009 — Ржев. Неизвестная битва Георгия Жукова — докудрама по сценарию Алексея Пивоварова
- 2009 — Птица-Гоголь — к 200-летию Николая Васильевича Гоголя
- 2010 — Хребет России — четырёхсерийная история Урала
- 2010 — Зворыкин-Муромец — история создания телевидения и биографическая докудрама о Владимире Зворыкине
- 2011 — Настоящий итальянец с Вадимом Глускером (8 серий)
- 2011 — Вторая Ударная. Преданная армия Власова Архивная копия от 21 марта 2017 на Wayback Machine — художественно-публицистический фильм Алексея Пивоварова про генерала Власова
- 2011 — Он пришёл дать нам волю — к 80-летию Михаила Горбачёва
- 2012 — Глаз божий — двухсерийная докудрама о русских коллекционерах предметов классического и современного мирового искусства снятая к 100-летию Пушкинского музея
- 2013 — Цвет нации — биографический фильм о пионере российской цветной фотографии Сергее Михайловиче Прокудине-Горском.
- 2014 — Голоса Архивная копия от 2 апреля 2015 на Wayback Machine — рассказ о детях и подростках блокадного Ленинграда[4][5]. Сценарист — Катерина Гордеева.
- 2016 — Русские евреи — трехсерийный фильм о роли евреев в истории России[6]

### Реклама
- Perfetto! Секреты итальянского кофе Архивная копия от 4 марта 2016 на Wayback Machine — серия коротких виньетт об итальянском кофе. Ведущий — Леонид Парфёнов.
- 2011 — Родерер: Шампанское царей — к 270-ти летию употребления шампанского в России и о роли шампанского в жизни двух держав России и Франции.

## Призы и награды
- 2009 — спецприз кинематографической академии «Ника» за документальный фильм «Ржев. Неизвестная битва Георгия Жукова».
- 2010 — «ТЭФИ» за фильм «Зворыкин-Муромец» в номинации «Режиссёр телевизионного документального фильма/сериала» — Сергей Нурмамед и Иван Скворцов[7].
- 2010 — Национальная премия «Лавровая ветвь» за фильм «Зворыкин-Муромец» в номинации «Лучший просветительский фильм».
- 2014 — «Лавровая ветвь» за фильм «Цвет Нации» в номинации «Лучший неигровой полнометражный телевизионный фильм»[8].